# جوی آسیاب

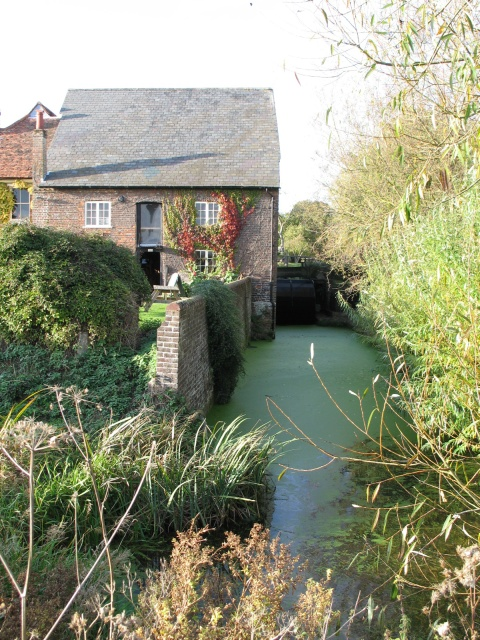
جوی آسیاب، آسیاب ردبورنبری، ریور ور، نزدیک سنت آلبانز

جوی آسیاب (به انگلیسی: Mill race) (یا millrun)، جریان آبی است که چرخ آبی یا کانال (شیشه) هدایت آب را به چرخ آب می‌رساند و می‌چرخاند و سپس از آن دور می‌شود. در مقایسه با آب‌های پهن در یک حوضچه آسیاب، جریانی باریک، سریع و قدرتمند است. جریان منتهی به چرخ آب در یک نهر یا حوض بزرگ آسیاب را سر جوی آسیاب و جریانی که از چرخ دور می‌شود، ته جوی آسیاب (یا دنباله) نامیده می‌شود.